# Interleuchina 24

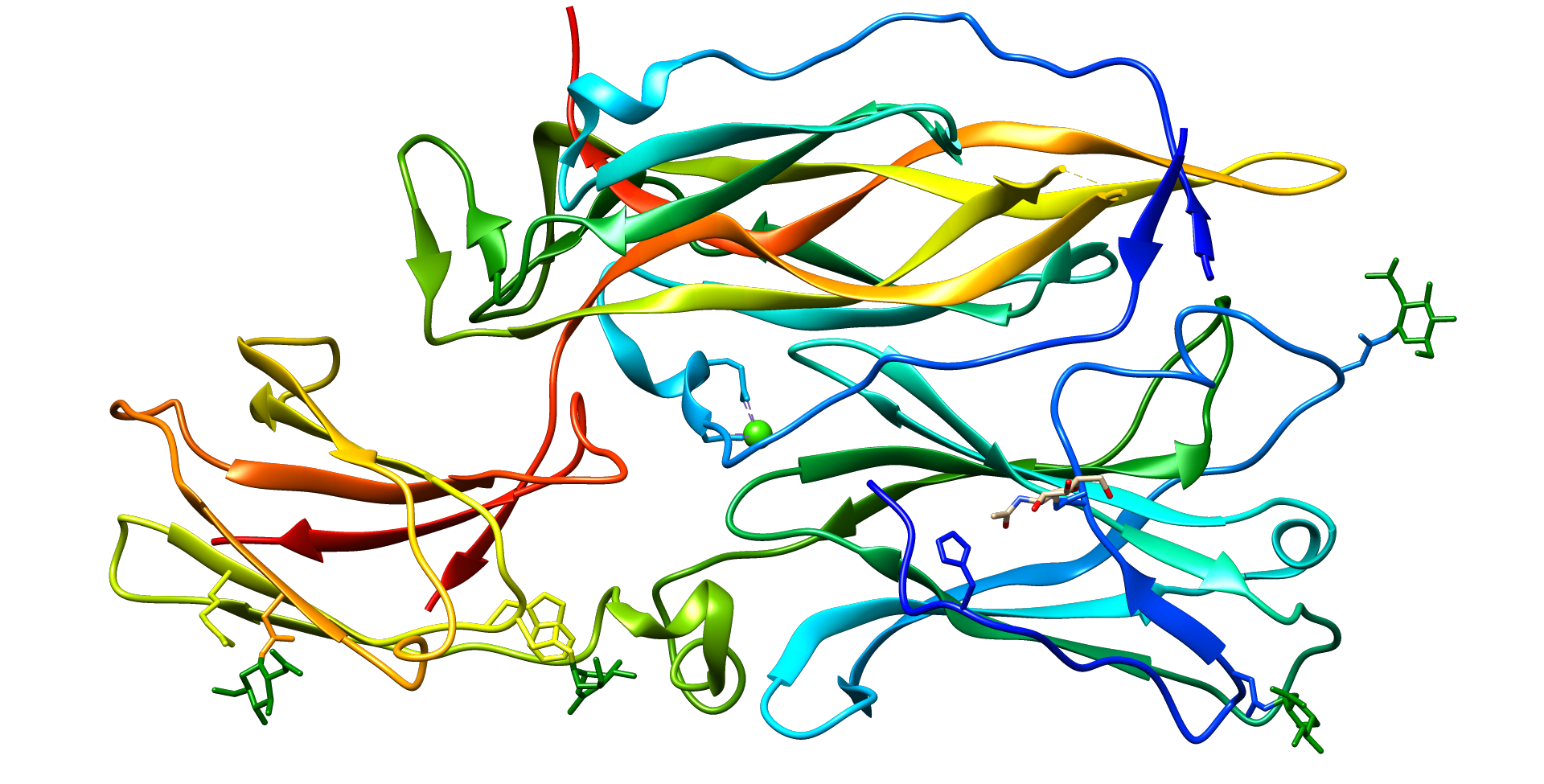
Struttura dell'interleuchina 24

L'interleuchina 24 (o IL-24) è una proteina di tipo citochinico prodotta dai monociti, dalle cellule endoteliali, dai melanociti, dai linfociti T helper di classe 2 e dai miogibroblasti subepiteliali del colon. L'espressione dell'interleuchina 24 è principalmente indotta da altre interleuchine: l'interleuchina 1-beta, l'interleuchina 17 e l'interleuchina 22, nonché dal lipopolisaccaride presente sulla membrana cellulare di alcuni batteri.
L'interleuchina 24 è codificata dal gene IL24, situato negli esseri umani sul cromosoma 1; è inoltre un'interleuchina che promuove i processi di apoptosi.

## Descrizione
L'interleuchina 24 presenta analogie di struttura con l'interleuchina 10; pare avere un ruolo nella sopravvivenza cellulare, ma anche nella proliferazione delle cellule, andando ad attivare specifici fattori di trascrizione, come STAT1 e STAT3. Questa citochina è spesso liberata dai monociti, dai macrofagi e dai linfociti T helper ed agisce sui tessuti non ematopoietici, come quelli dell'apparato riproduttivo maschile e femminile, del polmone e quelli della cute.

## Ruolo nel processo apoptotico
In certi casi, l'interleuchina 24 svolge anche la funzione di inibitrice dell'enzima ossido nitrico sintasi inducibile, impedendo l'ulteriore sintesi dell'ossido nitrico; la diminuzione di quest'ultima molecola genera una riduzione della nitrosilazione delle proteine Bcl-2, le quali non venendo più nitrosilate, possono essere riconosciute e legate dalle ubiquitine, prima di essere definitivamente degradate. Inoltre, al diminuire della concentrazione delle proteine Bcl-2 (le quali sono preposte alla sopravvivenza cellulare), altre proteine favorenti l'apoptosi (in particolare le proteine Bax e Bad) saranno più numerose e potranno indurre la morte cellulare, non essendo più inibite dalle proteine Bcl-2.
L'interleuchina 24 concorre inoltre ad attivare le tioredossine, che permetteranno la de-nitrosilazione delle proteine Bcl-2, consentendone quindi la degradazione.
Nei processi sopra descritti, i fattori inducenti l'apoptosi superano l'azione dei fattori che inducono il mantenimento e la proliferazione cellulare, pertanto possono iniziare ad innescarsi i meccanismi apoptotici della cellula bersaglio.